# سوئبی‌ها

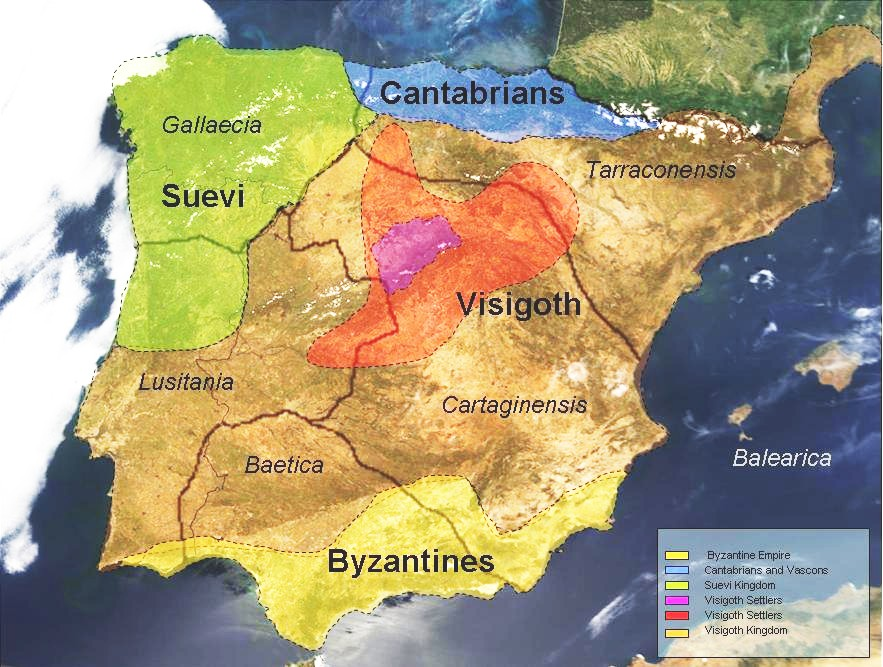
پادشاهی سوئبی‌ها در شمال اسپانیا و پرتغال در میانه‌های سده ششم میلادی در آستانه تسخیر شدن.

سوئبی‌ها گروهی از مردمان ژرمن بودند که نخستین بار توسط ژولیوس سزار و در پیوند با لشکرکشی آریوویستوس (در حدود سال ۵۸ پیش از میلاد) از آن‌ها یاد شده است. آریوویستوس در این جنگ از سزار شکست خورد.
برخی از سوئبی‌ها چونان تهدیدی علیه رومی‌ها در کرانه رود راین باقی‌ماندند تا این‌که در پایان امپراتوری روم، قوم آلامانی که عناصری از سوئبی‌ها را در میان خود داشتند حصارهای دفاعی رومی‌ها را پس زده و آلزاس را تسخیر کردند.
آن‌ها از آن‌جا باواریا و سوئیس را نیز به تصرف خود درآوردند. به جز گروهی در سوابیا (جنوب آلمان امروزی) و مهاجرانی به گالیسیا (در اسپانیا و پرتغال) دیگر اشاره‌ای به این قوم در تاریخ‌ها دیده نمی‌شود.
نام سوئبی از ریشه نیا-ژرمنی *swē- (به معنی خودی) گرفته شده است. ریشه هندواروپایی این واژه *swe- است. واژه «خود» فارسی هم‌ریشه با این واژه هندواروپایی است.